# José Leite Barbosa
José Leite Barbosa (São Paulo, 22 de Janeiro de 1893 — Ponta Delgada, 13 de Março de 1972), conhecido por José Barbosa, foi um poeta, jornalista e dramaturgo, que viveu na freguesia de Fajã de Baixo, e impulsionou o teatro de revista, na mesma freguesia, a partir dos anos 60. Foi director do semanário A Ilha, de Ponta Delgada, de 1943 a 1972.                                                                                                                                                                                                  

## Biografia
Nasceu em São Paulo, no Brasil, filho de pais micaelenses, vindo ainda em pequeno para a ilha de São Miguel, onde desde cedo despertou a sua veia teatral.
O início da sua vasta bibliografia deu-se com a peça galardoada «Órfãos da Ventura» (1916), a que se seguiu o livro «Átomos de Alma» (1917) e outras obras entre as quais «Na lama» e «Cravos e Goivos». Foi também um grande revisteiro, tendo publicado «Sem pés nem cabeça» em 1923, «Lanterna Mágica» em 1931, «No país da Graxa» em 1940, «Manta de Retalhos» em 1942, «Aqui, Ponta Delgada» em 1946, «Pé de Vento» em 1947, «Toma lá dá cá» em 1950, «Vai no Balão» em 1951, «Bota Abaixo» em 1960, «Tento na Bola» em 1963, «Pontos nos ii» e «Há Festa na Fajã» em 1965 e, por fim, «Fado Corrido» e «É de Gritos» em 1965, sendo que as suas revistas chegaram a ir aos Estados Unidos. Publicou ainda o volume de poesia «Coração as Mãos» e diversas comédias, entre as quais se destaca «Quem tem telhados de vidro», levada à cena em 1964 no Coliseu Micaelense. No dia 14 de Julho de 1966 comemorou os 50 anos desde a sua estreia literária, tendo sido, por esse motivo, homenageado em vários jornais.
Para além disso, foi jornalista, sendo chefe de redação e diretor do semanário A Ilha durante 29 anos, de 1943 a 1972. Militante do Partido Republicano Português na I República, manteve-se fiel às suas convicções democráticas durante o Estado Novo. Durante a sua direcção, A Ilha serviu de porta-voz oficioso ao Movimento de Unidade Democrática do Distrito Autónomo de Ponta Delgada, do qual o próprio José Barbosa fez parte, em 1945. A censura, no entanto, impediu-o de desempenhar o mesmo papel aquando da candidatura presidencial do general Norton de Matos, em 1948-1949.
Dirigiu também o Grupo Teatral da Casa do Povo da Fajã de Baixo e a revista Açores.